# Felicjan Andrzejczak
Felicjan Tomasz Andrzejczak (ur. 16 maja 1948 w Pięczkowie, zm. 18 września 2024 w Gorzowie Wielkopolskim) – polski piosenkarz i muzyk.
W latach 1982–1983 wokalista zespołu Budka Suflera, z którym wylansował przeboje: „Jolka, Jolka pamiętasz” (1982), „Czas ołowiu” (1982) i „Noc komety” (1983).

## Życiorys

### Wczesne lata
Urodził się w Pięczkowie, w obecnym województwie wielkopolskim jako syn Ireny i Felicjana Andrzejczaków. W 1966 podczas nauki w Technikum Leśnym w Rzepinie amatorsko śpiewał repertuar Czesława Niemena. W 1970 wraz z rodziną zamieszkał w Świebodzinie, gdzie poznał grupę lokalnych muzyków, m.in. Andrzeja Rutkowskiego i założył zespół C–4011. Ukończył Średnią Szkołę Muzyczną w klasie skrzypiec i Wydział Wychowania Muzycznego Studium Nauczycielskiego w Gorzowie Wielkopolskim. Pracował w szkole muzycznej i placówce wychowawczej, w domu dziecka.

### Początki kariery
W 1971 wspólnie z C–4011 zaistniał na Ogólnopolskim Konkursie Młodych Talentów w Jeleniej Górze, gdzie za wykonanie piosenki „Dziwny jest ten świat” otrzymał trzecią nagrodę; w miesięczniku „Jazz” jego redaktor napisał w recenzji: „Zamykając oczy, słyszało się głos samego mistrza”. W 1977 zaśpiewał utwór „Kołysanka” na XIII Festiwalu Piosenki Radzieckiej w Zielonej Górze, gdzie zdobył wyróżnienie. W 1978 uczestniczył w warsztatach piosenkarskich w Chodzieży.
Podczas warsztatów piosenkarskich w Lublińcu poznał Waldemara Parzyńskiego, który zaproponował mu nagranie piosenki „Peron łez” (sł. Marek Dutkiewicz), z którą wystartował najpierw na Festiwalu Piosenkarzy Amatorów w Toruniu, później do opolskich „Debiutów”, a następnie w 1979 dostał się do koncertu „Premier” na XVII festiwalu w Opolu, gdzie otrzymał wyróżnienie. Po występie w Opolu nawiązał współpracę z Polskim Radiem, gdzie zarejestrował dwie piosenki – „Na progu ciszy” (muz. Wojciech Zieliński, sł. Grzegorz Walczak) i „Życie od poniedziałku” (muz. W. Zieliński, sł. Marek Dagnan). Dzięki Lechowi Terpiłowskiemu, w latach 1979–1981 współpracował z Teatrem Rampa na Targówku w Warszawie. W programie dla młodych piosenkarzy Miejsce dla gwiazdy – którego też został laureatem – zaśpiewał: „Peron łez” i „Chcę ciebie czuć”.
W styczniu 1981 w restauracji Sali Kongresowej podjął współpracę z grupą Marka Wierońskiego, z którą zaśpiewał trzy piosenki amerykańskie: „Tyś jest gwiazdą mą”, arię Wodnika z Hair i duet z Grease. W lutym i marcu 1981 utwór „Lubię taki rytm” zajął pierwsze miejsce w plebiscycie słuchaczy Studia Gama, a w kwietniu na szczyt listy przebojów dotarła piosenka „Chyba dzisiaj nie zaśniemy”. W latach 1980–1981 występował na 18. KFPP w Opolu (w koncercie „Premiery” zaśpiewał „Za dużo widzę, za dużo słyszę”) i 19. KFPP w Opolu (z utworem „Lubię taki rytm” w „Przebojach sezonu”). W 1981 wystąpił w Teatrze Muzycznym w Gdyni w musicalu Wielki świat z muzyką Jarosława Kukulskiego (reż. Stefan Wenta, libretto – Wiesław Kurnicki i Jonasz Kofta).

### Budka Suflera
Pod koniec 1982 został zaproszony do współpracy z zespołem Budka Suflera. Utwór „Jolka, Jolka pamiętasz” trafił na szczyt Listy przebojów Programu Trzeciego. Piosenka „Czas ołowiu” także stała się hitem. Do kolejnego utworu „Noc komety” z udziałem Urszuli powstał teledysk, w scenografii, z kostiumami i charakteryzacją Aleksandry Laski–Wołek, który wygrał notowanie 6 Telewizyjnej listy przebojów z marca 1983, a z czasem stał się wokalną i wizualną klasyką rocka. 
Po 1983 koncertował z Budką Suflera jako „gość specjalny”. W 1994 wspólnie z Budką Suflera i Urszulą nagrał utwór „Krajobraz po rewolucji”, a w 1999 „Piąty bieg” w wokalnym trio z Krzysztofem Cugowskim i Romualdem Czystawem. Oba utwory znalazły się na płycie Antologia 74–99 (1999).
12 lutego 2020 na pogrzebie Romualda Lipki wraz z Budką Suflera wykonał „Czas ołowiu”. 20 listopada 2020 premierę miała pierwsza płyta nagrana przez Andrzejczaka z Budką Suflera pt. 10 lat samotności.

### Rozwój kariery
W 1983 współpracował z Wojciechem Zielińskim, a później z jazzową grupą EXIT. W 1984 wziął udział w programie muzycznym Katarzyny Gärtner Żeglując w dobry czas, gdzie zaprezentował tytułową piosenkę (sł. Józef Ozga-Michalski), która trafiła na płytę składankę obok innych wykonawców.
W 1985 na XXII KFPP w Opolu w koncertach „Premiery” i „Mikrofon i Ekran”, zaprezentował „Trzeci akt” (muz. Jarosław Kukulski, sł. Janusz Kondratowicz), za który zdobył Złotą Perłę z Bursztynem. W 1986 na Festiwalu „Człowiek i Morze” w Rostocku (dawne NRD) zdobył III nagrodę. W 1986 w duecie z Natalią Kukulską nagrał piosenkę „Pan samochodzik” (muz. Jarosław Kukulski, sł. Jerzy Dąbrowski), która zajęła 6. miejsce na liście Polskiego Radia Programu I i była motywem przewodnim filmu Janusza Kidawy Pan Samochodzik i niesamowity dwór (1986) na podstawie powieści Zbigniewa Nienackiego. W 1987 został wydany pierwszy solowy album Felicjan Andrzejczak, który promował wideoklip „Ekscentryczny dance” (muz. Jarosław Kukulski, sł. Jerzy Dąbrowski, Janusz Kidawa) o fenomenie breakdance’u z udziałem „Dzieci Lublina” Zespołu Pieśni i Tańca „Lublin” im. Wandy Kaniorowej. „Ekscentryczny dance” zaprezentował także na XXIV festiwalu w Opolu. W 1988 na XXV festiwalu w Opolu zaśpiewał „Siedem nocy” (muz. Jarosław Kukulski, sł. Wiktor Holis). W 1989 podczas koncertu „Premiery”, XXVI KFPP zaśpiewał „Nie zmarnuj szans” (muz. Leszek Paszko, sł. Lech Konopiński).
Jako solista wydał kilka albumów, w tym Świat miłować (1997) z balladą „Jak jeździec donikąd”, Zauroczenia (2002), Na prowincji (płyta ukazała się 17 czerwca 2006), Biegnę jak maratończyk (2009) i Czas przypływu (2014).
W 2005 wspólnie z innymi artystami nagrał piosenkę Pokonamy fale. W 2015 wraz z innymi wykonawcami (m.in. Zbigniew Wodecki, Andrzej Dąbrowski) wziął udział w pierwszej części projektu Albo inaczej wykonując utwór Eldo – „Stres”. Album uzyskał status złotej płyty.
Od 2015 udzielał się w zespole Romuald Lipko Band. W 2016 zaśpiewał na autorskim albumie świątecznym Romualda Lipko – Pastorałki pod choinką, pod jemiołą. Grupa Romuald Lipko Band zakończyła działalność w połowie 2019 tuż po reaktywacji Budki Suflera.
W maju 2020 otrzymał tytuł Honorowego Obywatela Miasta Świebodzina.
W 2022 wraz z kwartetem smyczkowym Glam Quartet wydał album koncertowy pt. Live.
21 sierpnia 2024 wystąpił w trzecim dniu koncertu Muzyka to coś, co nas łączy podczas 57. edycji polskiego festiwalu muzycznego w Sopocie, śpiewając swoje dwie największe hity „Jolka, Jolka pamiętasz” i „Noc komety”. 7 września 2024 odbył swój ostatni koncert w Rzepinie.

## Życie prywatne
3 października 1970 zawarł związek małżeński z Jadwigą, wówczas absolwentką żeńskiej szkoły w Ośnie Lubuskim, z którą ma syna Rafała i córkę Kingę. W 1970 wraz z rodziną zamieszkał w Świebodzinie. Chorował na nowotwór.

### Śmierć
Zmarł 18 września 2024 w wieku 76 lat w Gorzowie Wielkopolskim wyniku udaru krwotocznego mózgu i niewybudzenia się ze śpiączki. 
23 września 2024 został pochowany w Alei Zasłużonych na cmentarzu komunalnym w Świebodzinie. W uroczystości pogrzebowej muzyka wzięli udział m.in. Tomasz Zeliszewski, Mieczysław Jurecki, Jacek Kawalec, Robert Żarczyński, Piotr Sztajdel, Joanna Dudkowska, burmistrz miasta Świebodzina Tomasz Piotr Olesiak oraz Sekretarz Stanu w Kancelarii Prezydenta Rzeczypospolitej Polskiej Andrzej Dera. Podczas pogrzebu muzyk został pośmiertnie odznaczony Krzyżem Kawalerskim Orderu Odrodzenia Polski „za wybitne zasługi w działalności artystycznej i twórczej”.

## Dyskografia

### Albumy solowe
- 1987: Felicjan Andrzejczak[42]
- 1997: Świat miłować[42]
- 2002: Zauroczenia[42]
- 2006: Na prowincji[42]
- 2006: Zawsze ten sam (kompilacja)[42]
- 2009: Biegnę jak maratończyk[42]
- 2013: Kolory muzyki (kompilacja)[43]
- 2014: Czas przypływu[42]
- 2022: Live (wspólnie z Glam Quartet)[29]

### Single solowe
- 1987: Idąc[42]
- 2001: Miłość na fali[42]
- 2002: Zauroczenia[42]
- 2005: Lizbona Good Bye[44]
- 2006: Hej Ewelina[42]
- 2006: Zrób to sam[42]
- 2014: Radio moja miłość[45]
- 2021: Jolka, Jolka pamiętasz (nowa wersja)[46]
- 2022: Impregnowany ślad[47]
- 2023: Niczego nie żałuję[48]

### Albumy świąteczne
- 1995: Może pogodzą nas święta
- 1996: Polskie Betlejem
- 2015: Pastorałki pod choinką, pod jemiołą (wspólnie z Romuald Lipko Band)[26]

### Albumy z Budką Suflera
- 1984: Budka Suflera – 1974–1984 (w utworach – „Jolka, Jolka pamiętasz”, „Czas ołowiu”)
- 1991: Budka Suflera – Jolka Jolka Pamiętasz – Największe Przeboje (w utworze – „Jolka, Jolka pamiętasz”)[49]
- 1992: Budka Suflera – The Story Of Budka Suflera 1974-1989 (w utworach – „Jolka, Jolka pamiętasz”, „Noc komety”)[50]
- 1994: Budka Suflera – Budka w Operze, Live from Sopot ’94 (w utworach – „Czas ołowiu”, „Jolka, Jolka pamiętasz”)
- 1998: Budka Suflera – Greatest Hits II (w utworze – „Noc komety”, „Piąty bieg”)[51][52]
- 1999: Budka Suflera – Antologia 74–99 (w utworach – „Piąty bieg”, „Krajobraz po rewolucji” z Urszulą)
- 2000: Budka Suflera – Live at Carnegie Hall (w utworach – „Jolka, Jolka pamiętasz”, „Czas ołowiu”, „Noc komety”)
- 2010: Budka Suflera – Greatest Hits (w utworze – „Czas ołowiu”)[53]
- 2014: Budka Suflera – Cień wielkiej góry Woodstock Live 2014 (w utworze – „Jolka, Jolka pamiętasz”)
- 2020: Budka Suflera & Felicjan Andrzejczak – 10 lat samotności[54][55]

### Kompilacje różnych wykonawców
- 1977: Laureaci XIII Festiwalu Piosenki Radzieckiej Zielona Góra 77 (wyd. Polskie Nagrania „Muza” – SX 1604; „Kołysanka”)
- 1979: Opole ’79 – Premiery (wyd. Wifon NK-547; „Peron łez”)
- 1981: Wielki świat (wyd. Tonpress S-449, Tonpress S-450; „Liczy się chwila” z Romualdą Jakóbczak, „Idąc” i „Jestem zmęczony”)
- 1984: Nasze miejsce na Ziemi (wyd. Tonpress N-81; „Żeglując w dobry czas”)
- 1985: Żeglując w dobry czas (wyd. MAK ZSMP – MAK-001; „Żeglując w dobry czas”)
- 1995: Kolory grzechu (wyd. Logan – 003; „Kolory Grzechu”, „Nie Okłamuj”, „Że To Miłość (Ecstasy), Zapach Kobiety”)[42]
- 2015: Albo Inaczej („Stres”)

### Gościnnie
- 2002: Piosenki Natalki (wyd. Polskie Nagrania Muza CK 1571; „Pan Samochodzik” z Natalią Kukulską)[42]
- 2005: Pokonamy fale (wspólnie z innymi artystami)

## Odznaczenia
- Krzyż Kawalerski Orderu Odrodzenia Polski (2024, pośmiertnie)[56][41].